# 버텍스 파이프라인
어떠한 GPU에서든 버텍스 파이프라인(vertex pipeline), 즉 정점 파이프라인의 기능은 지오메트리 데이터(일반적으로 벡터 점으로 제공됨)를 가져와 필요에 따라 고정 기능 프로세스(초기 DirectX) 또는 정점 셰이더 프로그램(후기 DirectX)으로 작업하고, 장면의 모든 3D 데이터 포인트를 2D 평면으로 생성하여 컴퓨터 모니터에 표시하는 것이다.
불필요한 데이터가 렌더링 파이프라인을 통과하는 것을 막아 불필요한 작업을 줄일 수 있다(뷰 볼륨 클리핑 및 후면 제거라고 불림). 정점 엔진이 지오메트리 작업을 마치면, 모든 2D 계산 데이터는 텍스처링 및 프래그먼트 셰이딩과 같은 추가 처리를 위해 픽셀 엔진으로 전송된다.
DirectX 9c부터 정점 프로세서는 Direct X API 하에서 정점 처리를 프로그래밍하여 다음을 수행할 수 있다.
- 변위 매핑
- 지오메트리 블렌딩
- 고차원 프리미티브
- 점 스프라이트
- 매트릭스 스택